# Benin
För andra betydelser, se Benin (olika betydelser).
Benin (franska: Bénin, uttalas /benɛ̃/), formellt Republiken Benin (franska: République du Bénin), före 1975 Dahomey, är en stat i Västafrika. Landet gränsar till Togo i väster, Nigeria i öster och Burkina Faso och Niger i norr. Dess smala södra kust mot Beninbukten är där majoriteten av befolkningen lever.
Benin är ett tropiskt, subsahariskt land, starkt beroende av jordbruk, med betydande sysselsättning och inkomster som härrör från subsistensjordbruk.

## Namn
Landet blev självständigt 1960 under namnet Republiken Dahomey. År 1975 byttes namnet till Folkrepubliken Benin, efter Beninbukten, i samband med att staten förklarade sig marxist-leninistisk. I samband med att en ny författning antogs år 1990 byttes namnet till Republiken Benin.

## Historia
Från 1600-talet till 1800-talet var landet, i dag känt som Benin, styrt av Kungadömet Dahomey. Regionen blev känd som slavkusten under tidigt 1600-tal på grund av förekomsten av den transatlantiska slavhandeln. År 1892, med slavhandeln förbjuden och med minskad regional makt, tog Frankrike över området och döpte om det till Franska Dahomey. År 1960 gavs Dahomey full självständighet från Frankrike, med en demokratisk regering för de kommande 12 åren. Mellan 1972 och 1990 existerade en självutnämnd marxist-leninistisk diktatur kallad Folkrepubliken Benin, som inledde en period av förtryck som slutligen ledde till en ekonomisk kollaps. Bildandet av Republiken Benin skedde år 1991, vilket medförde flerpartival.

### Dahomey
Under 1400-talet var dagens Benin ett framstående västafrikanskt kungadöme som hette Dahomey. Riket hade kontakter med bland annat Portugal. Dahomey hade högt utvecklat konsthantverk, särskilt gjutna bronsskulpturer, som befann sig på samma nivå som samtida europeiska produkter.

### Kolonisation
Området togs över av Frankrike 1892 och blev fransk koloni 1899 inom Franska Västafrika. Den siste kungen, "hajkungen" Béhanzin, förvisades då till Martinique. 1958 organiserade Charles de Gaulle en folkomröstning för autonomi i franska territorier söder om Sahara inom det nybildade Franska samväldet (Communauté française).

### Självständighet
Landet blev självständigt 1 augusti 1960 som Republiken Dahomey och 1975 byttes namnet till Republiken Benin. Från utropandet av självständigheten styrdes landet av militärregeringar. Under de första självständighetsåren hade Benin en författning som innebar tre samtidigt sittande presidenter, varav en var "överpresident" under ett års tid. Denna position cirkulerade sedan under mandatperioden mellan de tre.
Efter en statskupp 1972 bildades en marxist-leninistisk militärt ledd regering under Mathieu Kérékou, med ett statsbärande parti. Kérékou var en fransktränad fallskärmsjägare. 1980 valdes Kérékou till president och omvändes till islam. Kérékou inledde samarbete med Libyen och styrde i islamisk politisk riktning.
I januari 1989 utvecklade sig ett studentuppror till allmän resning mot Kérékou. Anledningen var uteblivna löner till lärare och tjänstemän (upp till 12 månader) och havererad ekonomi till följd av systematisk plundring av landet av Kérékou och hans stab. Under 1988 kollapsade tre statsägda banker, samt ett antal nyskapade blufföretag, till följd av vidlyftiga osäkra lån till Kérékous inre cirkel, till ett värde av 500 miljoner US-dollar, allt enligt Världsbanken. Kérékous närmaste rådgivare, Amadou Mohammed Cissé, som var inblandad i många stora transaktioner, beräknas år 1988 ha ägt motsvarande 370 miljoner US-dollar i utländska banker. Cissé, från Mali, blev 1992 dömd till tio års fängelse för förskingring. Därefter fortsatte han sin karriär i Mali där han blev han borgmästare i Timbuktu. För att kunna betala ut löner ansökte Kérékou förgäves om bistånd från I-länder. Kérékou tvingades då till eftergifter, där han december 1989 officiellt övergav marxismen-leninismen som statsbärande ideologi och utlovade reformer. En öppen dialog påbörjades i form av en nationell konferens — Conférence Nationale des Forces Vives — under ledning av ärkebiskopen Isodore de Souza. Konferensen upplöste landets konstitution och nationella församling samt utnämnde Världsbankens representant Nicéphore Soglo till premiärminister i en provisorisk regering. Den provisoriska regeringen anordnade 1991 landets första fria demokratiska representant- och presidentval sedan självständigheten. Soglo valdes till president med röstproportionen två mot en, med Kérékou som motkandidat i den andra valomgången.
Före detta bomullsmagnaten, president Patrice Talon, har lett landet sedan 2016 och anses sedan dess ha fört landet mot en allt mer auktoritär riktning.

## Geografi
Benin sträcker sig mellan floden Niger i nordöst och Beninbukten i söder. 

### Topografi
Landet är relativt platt. Kustområdet och Beninbukten och Atlanten består av sandstränder och laguner. Innanför kusten finns sumpiga markområden samt lerslätter. I mitten av Benin ligget Beninplatåerna cirka 100-250 meter över havet vilka är täckta av röda jordar. Landets högsta del är 640 meter över havet och ligger i Atakoramassivet, vilket är en fortsättning på Togobergen. I nordöstra Benin finns ett slättområde av sandsten och lerskiffer.

### Hydrografi
Nigerfloden avvattnar den nordöstra delen av landet tillsammans med sina bifloder. Dessutom finns de tre större floderna Mono, Couffo och Ouémé. Mono utgör gränsen mellan Togo och Benin nära kusten, Couffo rinner söderut från Beninplatåerna för att dränera in i kustlagunerna vid Ahémé och Ouémé reser sig i Atakorabergen och rinner söderut 450 mil. Nära mynningen delar den sig i två grenar, den ena dränerar österut till Porto-Novo-lagunen och den andra i väster till sjön Nokoué. Atakorabergen bildar en klyfta mellan Volta- och Nigerbassängerna. Benin har också en sandig kustremsa mot Atlanten.

### Klimat
Benin är ett varmt land. I söder faller temperaturen sällan under 24 grader. Den kallaste tiden är juli till september. Resten av året är temperaturen oftast över 30 grader. Upplevelsen av tropisk värme förhöjs av den höga luftfuktigheten. I norra Benin är klimatet mycket torrare, men temperaturen är också högre. En varm, torr, dammfylld vind (harmattan) kan påverka landets norra delar från december till mars.

### Växt- och djurliv
I närheten av kusten finns bland annat afrikansk mahogny och palmarter i regnskogen. I samband med stora skövlingar har regnskog ersatts med gräsmark och oljepalmsodlingar. Mangrove finns vid kusten och kustlagunerna. Träd- och grässavanner återfinns längre norrut.
I Benin finns ungefär 2000 arter av blomväxter, 200 arter däggdjur och 300 arter häckande fåglar. Colobusapor, dykarantiloper och skogssvin, samt fågelarterna turakor och näshornsfåglar återfinns i regnskogarna. Det finna få arter av storvilt men afrikansk elefant, lejon och leopard samt grön markatta finns på savannerna i norr. Nilkrokodil finns i några floder.

### Naturskydd
Ett av Benins största miljöproblem är bristen på färskvatten och vattenföroreningar. Överavverkningen av skog leder till ökenspridning. I norr påskyndas detta av regelbunden torka. Tjuvjakt hotar de vilda djuren.
Benin hade två nationalparker år 2010; Pendjari i nordväst med galleri- och regnskog samt den beninska delen av den stora parken ”W”. Där återfinns en av de största kvarvarande elefantpopulationerna i Västafrika.

## Styre och politik

### Författning och styre
Benin en flerpartirepublik. Presidenten väljs i direkta val vart femte år. Presidenten kan väljas för högst två på varandra följande perioder. Denne fungerar som både stats- och regeringschef. Presidenten kan biträdas av premiärministern. Premiärministerpost krävs inte enligt konstitutionen och har i perioder varit vakant. Den lagstiftande makten ligger hos nationalförsamlingen, som väljs i direkta val vart fjärde år. Nationalförsamlingen består av 83 ledamöter.
Konstitutionen från 1990 garanterar bland annat mänskliga rättigheter, frihet att organisera politiska partier och rätten till privat egendom.

### Administrativ indelning

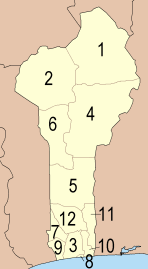
Benins departement

Benin är indelat i 12 departement som i sin tur är indelade i 77 kommuner. Departementet Littoral består av endast en kommun, Cotonou.
1. Alibori
2. Atacora
3. Atlantique
4. Borgou
5. Collines
6. Donga
7. Couffo
8. Littoral
9. Mono
10. Ouémé
11. Plateau
12. Zou

### Politik
Historiskt sett har Benin varit uppdelat mellan norra och södra etniska grupper, som utgör grunden till dagens politiska partier. De dominerande politiska partierna är Det demokratiska förnyelsepartiet, Det socialdemokratiska partiet och Renässanspartiet för Benin. Korruptionen, som trots allt är på lägre nivåer än många av grannländerna, fortsätter att plåga Benin. Två separata institutioner har etablerats för att bekämpa korruption de senaste åren, båda med begränsade bevisade effekter. Kérékou återkom som president 1996 efter att ha besegrat Soglo, och återvaldes 2001, men misstänktes för visst valfusk. Kérékou hade anpassat sig till nya tider genom att bli en "pånyttfödd kristen" och frimarknadsförespråkare, som gärna refererade till Bibeln i sina tal.
Kérékou efterträddes av Thomas Yayi Boni, den tidigare ledaren för Afrikanska utvecklingsbanken, i presidentvalet år 2006. Trots omfattande trassel med röstlängderna hölls presidentval, efter flera förseningar, år 2011. Då omvaldes Yayi Boni genom att vinna med 53 % av rösterna i första valrundan och undvek således en andra valrunda. Under sin tid som president var Yayi Boni utsatt för flera komplotter i syfte att avsätta honom. År 2013 försökte Yayi Boni få till en ändring av konstitutionen som skulle tillåta att han ställde upp för en tredje mandatperiod. Detta misslyckades dock.
2016 valdes affärsmannen Patrice Talon till ny president. Han omvaldes för ytterligare en femårsperiod som president i april 2021.

### Rättsväsen
Rättsväsendet är en blandning mellan franska rättssystemet och lokal sedvanerätt. Domstolssystemet består av de lokala domstolarna i varje distrikt samt den Högsta domstolen i Cotonou. År 2016 avskaffades dödsstraffet för samtliga brott.
Benin är genomfartsland för narkotikahandel från Afrika till Europa.

### Internationella relationer
Benin är medlem i ACP, Afrikanska utvecklingsbanken, Afrikanska unionen, CD, ECOWAS, Entente, FN:s livsmedels- och jordbruksorganisation, FZ (Franc Zone), Förenta nationerna, G77, Internationella atomenergiorganet, IBRD, ICAO, ICCt, ICRM, IDA, IDB, Internationella fonden för jordbruksutveckling, IFC, IFRCS, ILO, Internationella valutafonden, IMO, Interpol, IOC, IOM, IPU, ISO, ITSO, ITU, ITUC (NGOs), MIGA, United Nations Multidimensional Integrated Stabilization Mission in Mali, MNJTF, FN:s fredsbevarande styrkor i Kongo-Kinshasa, NAM, OAS (adjungerad), OIC, OIF, OPCW, PCA, African Union – United Nations Hybrid Operation in Darfur, FN:s konferens om handel och utveckling, Unesco, UNHCR, UNIDO, UNISFA, UNMIL, UNMISS, UNOCI, Världsturismorganisationen, UPU, Världshälsoorganisationen, Världshandelsorganisationen, WADB (regional), WAEMU, WCO, WFTU (NGOs), World Intellectual Property Organization, WMO.

### Försvar
Under perioden 1985 till 2020 minskade försvarskostnaderna från 1,1  % till 0,5  % av BNP. Benins armé har försvarsmateriel som är av franskt och sovjetiskt ursprung år 2021. Benin har varit delaktiga i FN:s fredsbevarande styrkor i Mali, Elfenbenskusten, och Kongo (Kinshasa). Benin har även bidragit med observatörer i Liberia och Sudan.

## Ekonomi och infrastruktur
Ända sedan landet blev självständigt har Benin varit beroende av utländskt stöd. Efter militärkuppen år 1972 valde den då nya  regeringen år 1975 att ändra den ekonomiska färdvägen och riktade blicken mot socialism. Syftet var att slutligen nå total självständighet från Frankrike, som varit en av de största biståndsgivarna efter att landet blev självständigt. Regeringen förstatligade företag, eller tog på andra sätt över kontroll över företagen, och ekonomiska relationer etablerades med Sovjetunionen, andra socialistiska stater samt länder i närområdet. I mitten av 1980-talet hade beroende av Frankrike förvisso minskat, men problem kvarstod och i mitten av 1980-talet övergick Benin till en liberalare ekonomi, även detta utan större framgång. Först i början av 1990-talet slopades den socialistiska inriktningen helt och landet började då privatisera företag.
Korruption och storskalig plundring av landets ekonomi är ett ständigt problem — se ovan i avsnittet Historia.

### Näringsliv
Benins näringsliv är starkt beroende av relationerna till Nigeria. Detta har lett till en tvådelad näringslivsstruktur med en modern sektor, omfattande statsförvaltning, industri och modernt jordbruk, och en mer traditionell sektor, omfattande självhushållningsjordbruk och (illegal) gränshandel med Nigeria.

#### Jord- och skogsbruk, fiske
Cirka 70 procent av den arbetande befolkningen är beroende av jordbruk.
Sedan mitten av 1980-talet har Benin producerat yams, kassava, majs (majs), hirs, bönor och ris för att uppnå självförsörjning med basföda. På 1980-talet minskade den tidigare dominerande produktionen av palmprodukter avsevärt medan produktionen av bomull steg. Även produktionen av karité, jordnötter, kakaobönor och kaffe har ökat. Som boskap hålls nötkreatur, får och getter, grisar, hästar och fjäderfä.
Stora mängder fisk fångas årligen i laguner och floder, medan kustfisket producerar en mindre, men växande, mängd. Det mesta av fisken exporteras till Nigeria eller Togo. Räk- och djuphavsfiske utvecklas med moderna fartyg.

#### Energi och råvaror
Små oljefyndigheter har påträffats i havsbottnen utanför kusten. Landet har även tillgångar av kalksten, marmor och timmer.
År 2016 kom 88 % av landets elektricitet från fossila bränslen, 9 % från vattenkraft och ytterligare 2 % från andra förnybara källor. Dessutom importeras el. År 2017 trädde ett nytt avtal i kraft som ska bidra till att utveckla elektriciteten i Benin.
El genereras termiskt. År 2021 tillgodoses ungefär hälften av Benins efterfrågan på el genom att importera kraft från Ghanas Volta River-projekt. År 1988 togs vattenkraftsinstallationen i Mono River Dam, ett samarbete mellan Benin och Togo på deras gemensamma södra gräns, i bruk.

#### Industri
Under Mathieu Kérékous era skapades flera statsägda företag som var mycket byråkratiska, starkt ineffektiva och framför allt korrupta. Sedan 2001 har en privatiseringsreform genomförts inom telekommunikation-, vatten-, elektricitet- och jordbrukssektorn; dock avbröts privatiseringen av det statliga bomullsbolaget i november 2007 eftersom det upptäcktes oegentligheter vid budprocessen.
Industrierna omfattar år 2021 bland annat flera palmoljebearbetningsanläggningar, cementfabriker, flera anläggningar för odling av bomull i norr, textilbruk, sockerraffineringskomplex samt bearbetningsanläggningar för räkor.

### Infrastruktur

#### Transporter
Vägnätet omfattade i början av 2010-talet 16 000 km vägar, varav 1 400 km var asfalterade. Benin hade samtidigt 578 km järnväg. Ena järnvägen löper från Cotonou till Parakou och den andra följer kusten. Det saknas järnvägsförbindeler med grannländerna.
Landets vattenvägar är segelbara på kortare avsnitt och har endast lokal betydelse. Den längsta farleden är 150 km och utgörs av floden Niger, som är landets norra gräns. Den enda hamnen finns i Cotonou.
Det finns fem flygplatser, varav endast en var asfalterad år 2013. Landets enda internationella flygplats finns i Cotonou, det finns begränsad tillgång till inrikesflyg.

#### Post, telefoni och Internet
Uppgifterna avser år 2020: Benins telekommarknad är begränsad av dålig fast infrastruktur. Låg användning av fast telefoni och internet. Mobilnätverk står för nästan all Internet- och rösttrafik.
Investeringar görs i fiberinfrastruktur genom finansiering från Världsbanken och regeringens. Syftet är att utöka bredband och utveckla programmet för smart regering. Det har påbörjats en förbättrad internationell internetanslutning genom undervattenskabel från Afrikas kust till Europa. I huvudstaden Benin har byggandet av en Smart City i Benin har börjat.

#### Utbildning och forskning
Primärskolan är obligatorisk och består av sex år, med start vid sex års ålder. Undervisningen är gratis och ges på franska. Sekundärskolan, består av en fyraårs- plus en treårsetapp. Den börjar vid 12 års ålder. Högre utbildning ges bland annat vid något av landets universitet.
Analfabetismen år 2015 var 61,6 %. Andelen bland kvinnorna var högre (72,7 %), än andelen bland männen, (50,1 %).

## Befolkning

### Demografi

#### Minoriteter
Upprepade försök har gjorts sen 1960-talet för att skapa nationell enhet och integration, men trots det överlever skillnaderna mellan Benins etniska grupper i markant grad. 
Den etniska gruppen Fon (38,4 %) bor i olika delar av landet och särskilt i Cotonou. Yoruba (12 %), som är släkt med den nigerianska Yoruba, bor huvudsakligen i sydöstra Benin. I närheten av Porto-Novo är Goun (Gun) och Yoruba (känd i Pobé och Kétou som Nago eller Nagot) så sammanblandade att de knappt går att särskilja. Bland andra sydliga grupper finns olika Adja-folk (15,1%), inklusive Aizo, Holi och Mina. Folkgruppen Bariba (9,6 %) består av flera undergrupper. De bor i nordost, särskilt städer som Nikki och Kandi som en gång var baribas kungadömen. Somba (Ditamari) (6,1%) finns i Natitingou och i byar i nordväst. Andra nordliga grupper inkluderar Dendi (2,9 %), Pila (Pilapila), Yoa-Lokpa (4,3 %) och nomadiska Fulani (Peul) (8,6 %). Européer, libaneser, sydasiater och afrikaner från andra länder är bland de utlänningar (1,9 %) som bor i Benin, främst i Cotonou och Porto-Novo.

#### Urbanisering
Befolkningen är i hög utsträckning koncentrerad till städerna längs kusten i södra delen av landet. Norra delen av landet är sparsamt befolkat, men det är fler bosatta i nordvästra delen av landet än i nordöstra delen. Enligt uppskattningar från år 2022 var ungefär hälften av landets befolkning bosatta i och kring urbana områden. De största städerna är huvudstaden Porto-Novo med 285 000 invånare år 2018 och Cotonou med 709 000 invånare år 2022.

#### Migration
Närmare 4,4 miljoner av Benins medborgare, 40 %, beräknas bo i andra länder, i huvudsak i Nigeria och Elfenbenskusten. Detta som en följd av den utbredda fattigdomen, arbetslösheten och ökade levnadskostnader. En liten andel, ca 1 %, beräknades, enligt uppgifter från år 2022, vara bosatta i Europa. Då främst i den tidigare kolonialmakten Frankrike.

### Språk
Totalt talas 55 språk i Benin. Franska är officiellt språk, men varje etnisk grupp har också sitt eget språk. Det dominerande språket i varje region talas av de flesta vuxna som bor i de etniska samhällena. 
De mest talade språken är Fon och Gen (Mina), Bariba, Yoruba och Dendi.

### Religion
En stor andel av befolkningen beräknades 2013 utöva traditionella afrikanska religioner som präglas av tro på andar och förfädersdyrkan. Utöver 11,6 % av befolkningen som utövade voodoo beräknades 2,6 % tillhöra övriga traditionella religioner. 
Även tillhörigheter till kristendomen är stor, där en majoritet av de kristna är katoliker, totalt 25,5 % av befolkningen. Andra stora kristna samfund är Celestial Church of Christ 6,7 %, metodister 3,4 %, övriga protestanter 3,4 % medan 9,5 % räknades tillhöra övriga kristna samfund. 
27,7 % beräknades vara muslimer medan 2,6 tillhörde andra religioner. Ytterligare 5,8 % av befolkningen beräknades inte tillhöra någon religioner alls.

### Sociala förhållanden
Åldersstrukturen i Benin, där ca 65 %, är under 25 år och medianåldern år 2020 var 17 år, kan delvis förklaras av den höga fertilitetsnivån, som ändå sjunkit över tid. År 1990 födde varje kvinna i genomsnitt 7 barn, vilket kan jämföras med siffrorna för är 2016 som var 4,86 barn per kvinna. Orsaken är att det saknas tillgång till preventivmedel och att preventivmedel inte används även om det finns tillgång.
Spädbarnsdödligheten var 2021 hög, 5,72 %. Detta trots att en majoritet har tillgång till sjukvård i samband med bland annat förlossning.
2014 hade 7% av kvinnorna mellan 15 och 49 år blivit könsstympade. Även om endast 3 % av männen och 2 % av kvinnorna i samma ålder ansåg att traditionen med könsstympning skulle fortsätta.
Ungdomsarbetslösheten år 2010 var 2,4 %. Bland männen var andelen lägre än bland kvinnorna, 1,5 % respektive 3,1 %.

### Hälsa
De vanligaste dödsorsakerna i Benin, enligt uppgifter från år 2019, var neonatala tillstånd följt av nedre luftvägsinfektioner och malaria.
2015 var 69 100 människor (1,06 % av vuxna) smittade av hiv, och samma år dog över 2 800  i aids. Nedgången av antalet smittade sedan år 1994 har dock varit kraftig. År 2020 fick dock nästan alla smittade gravida läkemedelsbehandling. Antalet smittade barn har således också minskat dramatisk.
Andel överviktiga hos den vuxna befolkningen år 2014 var 8,1 %. Andel av barn under 5 år som var underviktiga var 18 % år 2014.

## Kultur
Det franska kolonialväldet och de efterföljande nära banden till Frankrike har haft en stor inverkan på kulturlivet i landet, särskilt bland den utbildade befolkningen och i de södra städerna. Varje etnisk grupp har oftast en månghundraårig tradition som blandats med franskt inflytande. 
Landets kulturella centrum Cotonou huserar ett stort antal restauranger, kaféer, biografer och nattklubbar. I mindre städer domineras kulturlivet av traditioner, såsom religiösa riter och högtider som firas med dans och musik. Marknader där livsmedel, kläder, konst och traditionella mediciner säljs är viktiga centra i det dagliga livet.[källa behövs]

### Massmedier

#### Press och förlag
I landet finns ett 60-tal nyhetstidningar och har regionens mest divsersifierade medier. Dock är dom beroende av statliga inkomster, vilket gör att nyhetstidningar inte är helt oberoende. 2018 suspenderas till exempel tidningen La Nouvelle Tribune efter att ha ansetts ha varit för kritiska mot regeringsföreträdares privatliv.

#### Radio och television
Radio är den främst källan till nyheter. I synnerhet är lokalradio på det lokala språket populära. Det finns ett dussin-tal tv-kanaler som är statligt eller privat ägda.

### Konstarter

#### Musik och dans
Benins musik är en kreativ blandning. Folkmusik blandas med fransk kabaré, amerikansk jazz, funk och soul och kongolesisk rumba. Många musikstilar har sina rötter i animistiska rytmer och voodo-ceremonier, till exempel salsa.

#### Bildkonst
Benins konstnärliga traditioner går långt tillbaka i tiden och finns representerade i praktiskt taget varje by. I traditionella ceremonier används snidade trämasker som representerar bilder och andar från de avlidna. 
Andra konstföremål är bronsstatyetter, keramik, applikerade gobelänger som berättar historien om kungar av förkoloniala Dahomey och eldgravyr på träskålar, som ofta har religiös betydelse.

#### Arkitektur
Arkitekturen är en blandning av modern och kolonial arkitektur. I mindre orter bygger man ofta med traditionella material som lera med halm- eller vasstak.

### Traditioner

#### Helgdagar och högtider
Den 1 augusti firas nationaldagen.  Dagen då landet blev självständigt år 1960.

#### Matkultur
Typiska stapelvaror är yams, majs, cassava, bönor och ris. I de norra delarna serveras till exempel couscous, ofta serverat med en stuvning eller en tomatbaserad sås. Ibland tillsammans med fisk och kyckling.
Annat kött som är vanligt är även nötkött, hare, get och vissa råttor. Färsk frukt utgör en stor del av dieten.

### Idrott
Fotboll är en vanlig sport i Benin. En modern sportanläggning finns i  Cotonou.

## Internationella rankningar
| Organisation                                | Undersökning                   | Bedömning                                  | Rankning   |
| ------------------------------------------- | ------------------------------ | ------------------------------------------ | ---------- |
| Heritage Foundation/The Wall Street Journal | Ekonomisk frihet-index 2019    | 55,3 (Mostly Unfree)                       | 127 av 180 |
| Reportrar utan gränser                      | World Press Freedom Index 2019 | 31,74 (0 är bäst)                          | 96 av 180  |
| Transparency International                  | Korruptionsindex 2018          | 40 (0 är väldigt korrupt-100 väldigt rent) | 85 av 180  |
| FN:s utvecklingsprogram                     | Human Development Index 2018   | 0,520 - low human development              | 163 av 189 |